# Heniochus monoceros
Heniochus monoceros là một loài cá biển thuộc chi Heniochus trong họ Cá bướm. Loài này được mô tả lần đầu tiên vào năm 1831.

## Từ nguyên
Từ định danh monoceros được ghép bởi hai âm tiết trong tiếng Hy Lạp cổ đại: mónos (μόνος; "một") và kéras (κέρας; "sừng"), hàm ý đề cập đến phần xương nhô lên ở trên trán của loài cá này.

## Phạm vi phân bố và môi trường sống
Từ bờ biển Đông Phi, H. monoceros được phân bố trải dài về phía đông, băng qua khu vực Ấn Độ Dương - Thái Bình Dương đến Tuamotu và quần đảo Pitcairn, ngược lên phía bắc đến vùng biển phía nam Nhật Bản, giới hạn phía nam đến bang New South Wales và đảo Lord Howe (Úc). H. monoceros gần đây cũng đã được bắt gặp tại quần đảo Hawaii và Singapore.
Ở Việt Nam, H. chrysostomus được ghi nhận tại cù lao Chàm (Quảng Nam); vịnh Nha Trang (Khánh Hòa); quần đảo Hoàng Sa và quần đảo Trường Sa.
H. monoceros sống tập trung ở khu vực có nhiều san hô phát triển trên các rạn viền bờ và trong đầm phá ở độ sâu đến ít nhất là 30 m.

## Mô tả

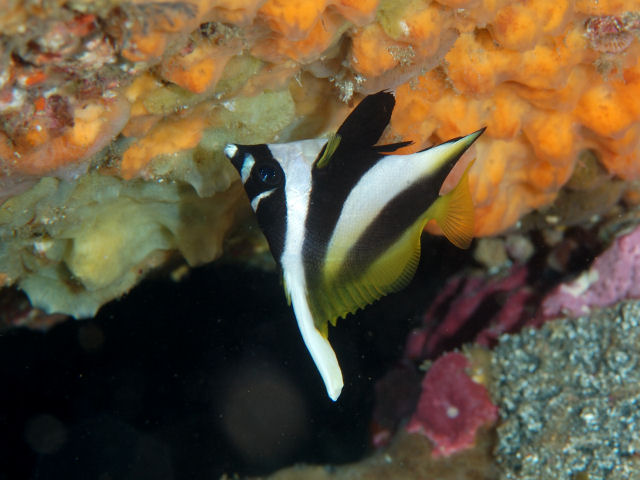
Cá con bơi lộn ngược dưới tán san hô

H. monoceros có chiều dài cơ thể lớn nhất được ghi nhận là 24 cm. Gai vây lưng thứ tư của H. monoceros vươn dài đáng kể và có màu trắng. Thân có màu trắng với 3 dải sọc đen: dải thứ nhất từ gáy lan rộng gần như khắp đầu, dải thứ hai từ giữa vây lưng kéo xuống đến toàn bộ vây bụng, dải còn lại nằm chéo từ lưng xuống gốc vây hậu môn (mờ hơn hai dải trước). Vây lưng mềm, phía cuối vây hậu môn và toàn bộ vây đuôi có màu vàng. H. monoceros còn có thêm một cặp xương nhô lên ở trán.
Số gai ở vây lưng: 12; Số tia vây ở vây lưng: 24–27; Số gai ở vây hậu môn: 3; Số tia vây ở vây hậu môn: 18–19; Số tia vây ở vây ngực: 16–17; Số gai ở vây bụng: 1; Số tia vây ở vây bụng: 5; Số vảy đường bên: 58–64.

## Sinh thái học
Thức ăn của H. monoceros là các loài thủy sinh không xương sống như cua hoặc giun nhiều tơ. Cá con sống đơn độc, còn cá trưởng thành thường bơi theo cặp, cũng có thể hợp thành nhóm lớn.

## Thương mại
H. monoceros đôi khi được đánh bắt để xuất khẩu trong hoạt động thương mại cá cảnh.